# Circondario di Neunkirchen
Il circondario di Neunkirchen è uno dei circondari dello stato tedesco della Saarland.  Sebbene il circondario porti il nome della città di Neunkirchen, insignita anche del titolo di città circondariale (Kreisstadt), la sede dell'amministrazione circondariale è rimasta nella città di Ottweiler anche dopo la riforma territoriale della Saarland del 1974.

## Città e comuni
(Abitanti al 31 dicembre 2021)
| Comuni del circondario | Città 1. Neunkirchen, Città circondariale (46 098) 2. Ottweiler, Sede dell'amministrazione circondariale (14 395) | Comuni 1. Eppelborn (16 465) 2. Illingen (15 982) 3. Merchweiler (9 672) 4. Schiffweiler (15 552) 5. Spiesen-Elversberg (12 683) |